# Carl Wilhelm Vollgraff

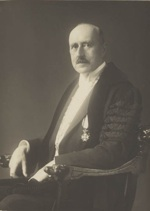
Carl Wilhelm Vollgraff

Carl Wilhelm Vollgraff (* 5. Juni 1876 in Haarlem; † 20. Oktober 1967 in Zeist) war ein niederländischer Klassischer Philologe und Hochschullehrer für griechische Sprache und Literatur an den Universitäten Utrecht und Groningen, der auch archäologisch, epigraphisch und kunstgeschichtlich tätig war.
Vollgraff, Sohn des Brüsseler Latinisten und späteren Utrechter Gräzisten Johann Christoph Vollgraff (1848–1920), studierte Klassische Philologie an den Universitäten Brüssel, Utrecht und Göttingen (bei Ulrich von Wilamowitz-Moellendorff, dem er nach Berlin folgte, und dem Latinisten Friedrich Leo). Nach der Promotion im Jahr 1901 in Berlin mit einer Dissertation über Ovid als mythologischen Dichter war er etwa drei Jahre lang ausländisches Mitglied der École française d’Athènes und nahm dabei an Ausgrabungen in Argos teil, zu denen er wiederholt zurückkehren sollte. 
1903 wurde er Privatdozent an der Universität Groningen für griechische und römische Mythologie und die Topographie Griechenlands. Von 1905 bis 1908 war er Konservator am Museum van Oudheden der Provinciaal Utrechts Genootschap van Kunsten en Wetenschappen. Dort beschäftigte er sich vor allem mit römischer Archäologie. 
1908 wurde er Professor für griechische Sprache und Literatur an der Universität Groningen. Seine Antrittsrede hielt er am 31. Oktober 1908 über De wederontdekking en wederopbouw der oudheid. In der Gräzistik beschäftigte er sich vor allem mit der hellenistischen Dichtung (Nikander, Menander, Kallimachos, Theokrit). 1917 veröffentlichte er seine Untersuchung des Wachstäfelchens von Tolsum, des ältesten in den Niederlanden gefundenen Schriftdokuments. 
Im gleichen Jahr 1917 wechselte er in direkter Nachfolge seines Vaters als Professor für griechische Sprache und Literatur an die Universität Utrecht. Der Titel seiner diesmaligen Antrittsrede war Hellas’ ondergang. Im akademischen Jahr 1935/1936 war er Rector magnificus der Universität. 1946 wurde er emeritiert.
Im Jahr 1929 entdeckte Vollgraff auf dem Domplatz von Utrecht einige Sandsteinplatten, die ein mittelalterliches Grab abdeckten. Die Untersuchung der darauf befindlichen Inschriften führte Vollgraff zu der heute verworfenen These, dass der römische Name von Utrecht Albiobola gewesen sei. Zwischen 1933 und 1935 führte Vollgraff Ausgrabungen auf dem Domplatz durch, wo sich die Reste des römischen Kastells Traiectum und einer frühmittelalterlichen Kirche befinden. Das nahegelegene Kastell in Vleuten untersuchte er in der Zeit um 1940. Vollgraff sah außerdem in einem 1943 bei Stevensweert gefundenen Silberbecher, dem sogenannten Kantharos von Stevensweert, ein auf griechisch-römische Kunst zurückgehendes Werk.
Vollgraff war seit 1920 Mitglied der Koninklijke Nederlandse Akademie van Wetenschappen (KNAW). Im Dezember 1937 wurde er als assoziiertes Mitglied in die Académie royale des Sciences, des Lettres et des Beaux-Arts de Belgique aufgenommen.
Zu seinen Schülern in Utrecht zählten Hendrik Joan Drossaart Lulofs, Willem Jacob Verdenius, Jacobus Johannes Ewoud Hondius, Gerrit Jacob de Vries, Geerto Snijder und Jan Coenraad Kamerbeek.
In erster Ehe war er verheiratet mit Marie von Hößlin (1876–1946), der Tochter von Konstantin von Hößlin, in zweiter Ehe mit einer vormaligen Studentin, der Archäologin Anna Roes (1896–1974).

## Schriften (Auswahl)
Ein Schriftenverzeichnis findet sich in: Studia Vollgraff. Noord-Hollandsche Uitgeversmaatschappij, Amsterdam 1948, S. 179–191.
- De Ovidi Mythopoeia. Dissertation Berlin 1901.
- Nikander und Ovid. Groningen, Wolters 1909.
- Menandrea. In: Χάριτες. Friedrich Leo zum sechzigsten Geburtstag dargebracht. 1911, S. 55–75.
- Ad Callimachi hymnum in Cererem. In: Mnemosyne 1914, S. 405–419.
- De Theocriti et Callimachi dialecto. In: Mnemosyne 1919, S. 330–340.
- Theocritea. In: Mnemosyne 1919, S. 345–358.
- Le Péan delphique à Dionysos, I. In: Bulletin de correspondance hellénique 1924, S. 97–208; II. In: Ebenda 1925, S. 104–142, III. In: Ebenda 1926, S. 263–304, IV. In: Ebenda 1927, S. 423–468 und S. 526–530.
- L’Oraison funèbre de Gorgias. Brill, Leiden 1952.
- Le Sanctuaire d’Apollon Pythéen à Argos par W. Vollgraff avec la collaboration de W. van der Pluijm et d’Anne Roes. (Etudes Péloponnésiennes, I). E. de Boccard, Paris 1956.